# 住友林業
住友林業株式会社（すみともりんぎょう、英: Sumitomo Forestry Co., Ltd.）は、東京都千代田区大手町に本社を置く、住友グループの企業。林業・木材建材・住宅事業・不動産事業などが事業の中核である。現在では、木材・建材事業よりも、海外での住宅・不動産事業の売り上げが大きい。

## 概要
元々は旧住友財閥（住友グループ）の源流にあたる別子銅山（愛媛県新居浜市、現在の住友金属鉱山）の公害対策の植林事業から派生して創業した企業である。白水会および住友グループ広報委員会にも参加している。
木を中心に、川上から川下に至るまでの事業を展開している点に特徴がある。川上の山林事業では、日本の国土の800分の1（46,444ha）に達する山林を保有して林業を営んでおり 、国内有数の土地所有者でもある。川中の木材・建材流通事業と川下の木造注文住宅事業では、それぞれ国内首位の売上高を誇る。
住友グループで競合している住友不動産とは一定の距離を置いている。

## 沿革
- 1691年（元禄4年） - 住友家の別子銅山開坑により周辺山林の立木利用を開始。
- 1898年（明治31年） - 別子鉱業所に山林課を設置。
- 1919年（大正8年） - 林業課を設置。
- 1921年（大正10年） -  住友合資会社の設立により林業所となる。
- 1948年（昭和23年）
  - 2月 - 住友本社の解体に伴い、同社の林業所を分割し、新会社6社（四国林業、九州農林、北海農林、扶桑林業、兵庫林業、東海農林、各株式会社）を設立。
  - 12月 - 扶桑林業、兵庫林業、東海農林の3社を合併し、新たに扶桑農林株式会社を設立。
- 1951年（昭和26年）2月 - 扶桑農林、九州農林、北海農林の3社を合併し、東邦農林株式会社を設立。
- 1955年（昭和30年）2月 - 四国林業が東邦農林を合併、住友林業株式会社に商号変更（本店：大阪市、資本金：2億1000万円）。
山林経営のほか、全国的な国内材集荷販売体制を確立。
- 1956年（昭和31年）10月 - 外材の輸入業務に着手。
- 1962年（昭和37年）2月 - 建材の取り扱いを開始。
- 1964年（昭和39年）
  - 3月 - スミリン合板工業株式会社設立。住宅資材製造事業を開始。
  - 9月 - スミリン土地株式会社（現:住友林業ホームサービス株式会社＜連結子会社＞）設立。分譲住宅事業に進出。
- 1970年（昭和45年）
  - 5月 - 大阪証券取引所市場第二部に上場。
  - 9月 - 浜田産業株式会社（現:住友林業クレスト株式会社＜連結子会社＞）の発行済株式総数の過半数を取得。
インドネシアにおいて森林開発を目的とする合弁事業開始（現　PT. Kutai Timber Indonesia＜連結子会社＞、昭和49年12月に建材製造工場操業開始）。
- 1972年（昭和47年）2月 - 大阪証券取引所市場第一部に指定替え。
- 1975年（昭和50年）
  - 8月 - 大阪殖林株式会社を買収。
  - 10月 - スミリン住宅販売株式会社を東京と大阪に設立。注文住宅事業開始。
- 1977年（昭和52年）4月 - スミリン緑化株式会社（現　住友林業緑化株式会社＜連結子会社＞）設立。造園・緑化事業を開始。
- 1980年（昭和55年）7月 - スミリン住宅販売株式会社2社の商号を、それぞれ住友林業ホーム株式会社(東京)、住友林業住宅株式会社(大阪)に変更。
- 1984年（昭和59年）10月 - 住友林業ホーム株式会社と住友林業住宅株式会社を対等合併（新商号：住友林業ホーム株式会社）。
ニュージーランドにおいてMDF（中密度繊維板）製造・販売を目的とする合弁事業開始（現　Nelson Pine Industries Ltd.＜連結子会社＞、1990年（平成2年）6月に株式会社に改組）。
- 1986年（昭和61年）12月 - ナプコホーム株式会社（住友林業ツーバイフォー株式会社となった後、2008年（平成20年）12月に解散）の発行済株式総数全株式を取得。ツーバイフォー工法による住宅事業に進出。
- 1987年（昭和62年）10月 - 住友林業ホーム株式会社と大阪殖林株式会社を吸収合併。
- 1991年（平成3年）
  - 6月 - PT. Rimba Partikel Indonesia設立。インドネシアにおいてパーティクルボードの製造・販売を目的とする合弁事業開始。　
  - 11月 - 東京証券取引所市場第一部に上場。
- 1992年（平成4年）4月 - スミリンメンテナンス株式会社を住友林業ホームテック株式会社＜連結子会社＞に商号変更。
リフォーム事業へ本格進出。
- 1995年（平成7年）
  - 4月 - イノスグループ事業開始。
  - 6月 - 木造ユニット工法によるシステム住宅事業を開始。
- 2001年（平成13年）4月 - 住友林業クレックス株式会社は、スミリン合板工業株式会社、スミリンホルツ株式会社、富士不燃建材工業株式会社の3社を吸収合併し、住友林業クレスト株式会社＜連結子会社＞に商号変更。
- 2002年（平成14年）12月 - Dominance Industries Pty Ltd.（現　Alpine MDF Industries Pty Ltd.＜連結子会社＞）の発行済株式総数全株式を取得。
- 2003年（平成15年）8月 - 株式会社サン・ステップ（現　住友林業レジデンシャル株式会社＜連結子会社＞）の発行済株式総数の過半数を取得。
- 2004年（平成16年）10月 - 本店を東京都千代田区に移転。
- 2005年（平成17年）
  - 3月 - 住友林業システム住宅株式会社を解散し、木造ユニット住宅事業から撤退。
  - 9月 - 東洋プライウッド株式会社を連結子会社化。
  - 10月 - 安宅建材株式会社の発行済株式総数の過半数を取得。
- 2006年（平成18年）4月 - 安宅建材株式会社を吸収合併。
- 2008年（平成20年）12月 - 住友林業ツーバイフォー株式会社からツーバイフォー住宅事業を譲受け、同社を解散。
- 2009年（平成21年）9月 - オーストラリアの住宅メーカーHenley Propertiesグループの持分を50％取得。
- 2010年（平成22年）4月 - 住友林業クレスト株式会社は、東洋プライウッド株式会社を吸収合併。

## 主要事業所
- 本社所在地 - 東京都千代田区大手町一丁目3番2号 経団連会館
- 筑波研究所

## 主要関係会社

### 国内グループ企業
資源環境事業
- ジャパンバイオエナジー株式会社
- 川崎バイオマス発電株式会社
- 紋別バイオマス発電株式会社
- 苫小牧バイオマス発電株式会社

木材・建材事業
- 住友林業クレスト株式会社
- 住友林業フォレストサービス株式会社
- スミリンサッシセンター株式会社
- 住協ウインテック株式会社
- 株式会社住協
- 株式会社井桁藤
- 株式会社ニヘイ
- ニチハ富士テック株式会社

住宅事業
- 住友林業ホームサービス株式会社
- 住友林業レジデンシャル株式会社
- 住友林業ホームテック株式会社
- 住友林業緑化株式会社
- 住友林業ホームエンジニアリング株式会社
- 住友林業アーキテクノ株式会社
- 笹沢建設株式会社

建築事業
- コーナン建設株式会社
- 株式会社エイムクリエイツ
- 株式会社熊谷組

生活関連事業
- 住友林業情報システム株式会社
- スミリンエンタープライズ株式会社
- スミリンビジネスサービス株式会社
- スミリンフィルケア株式会社
- スミリンケアライフ株式会社

### 海外グループ企業
米国
- SUMITOMO FORESTRY AMERICA, INC.（アメリカ住友林業） - テキサス州ダラス郡アディソン
- Bloomfield Homes Group - テキサス州
- Gehan Homes Group - テキサス州
- MainVue Homes Group - ワシントン州
- DRB Group - メリーランド州
- Edge Homes Group - ユタ州
- Crescent Communities Group - ノースカロライナ州
- Mark III Properties, LLC - サウスカロライナ州

豪州
- Sumitomo Forestry Australia Pty Ltd.（オーストラリア住友林業） - ヴィクトリア州
- Henley Properties Group - ヴィクトリア州
- Wisdom Properties Group - ニューサウスウェールズ州
- Scott Park Group - 西オーストラリア州
- Regal Innovations Pty Ltd - ニューサウスウェールズ州

## 主な分譲住宅地
- 四街道めいわひかりが丘 - 千葉市四街道市、建築条件付
- 京王堀之内ガーデンヒルズ - 東京都八王子市、建築条件付
- 成田久住自由が丘 - 千葉県成田市、建築条件付
- フォレストガーデン豊郷台 - 栃木県宇都宮市
- フォレストガーデン京王堀之内 - 東京都八王子市
- フォレストガーデン南大沢 - 東京都八王子市
- 八王子みなみ野シティ シフォンの丘の一部 - 東京都八王子市
- ユーカリが丘・ビューガーデンの一部 - 千葉県佐倉市
- ヒルタウンあすみ野 - 栃木県芳賀郡、建築条件付
- ディアランド - 千葉県印西市
- フォレストローズ南草津 - 滋賀県草津市
- イーストヒルズ勢野 - 奈良県生駒郡三郷町

## 認定職業訓練
- 住友林業建築技術専門校 - 千葉県知事が認定した認定職業訓練のための施設で、住友林業が運営する企業内の職業能力開発校。木造の家づくりの専門技能者や技術者の育成を目的としている。

## その他
- 2012年8月10日、国土交通省は、同社が施工した木造住宅（準耐火建築物）について、柱の間に胴縁がなかったり、石膏板を留めるビスが基準を満たしていないなどの建築基準法に反する施工をしていたと発表した。これらの建物について同社は「試験機関で準耐火性能があることを確認した。今後認定を申請する予定」と説明している。

## 提供番組
現在
- news zero（日本テレビ、隔日・前半ナショナルセールス枠・2018年4月より）
- シューイチ（日本テレビ）
- 和心百景（TBSテレビ）
- 百年名家〜築100年の家をたずねる旅〜（BS朝日）
- 日経スペシャル 私の履歴書（BSテレ東）
- よんチャンTV（毎日放送、毎週木・金曜日 6時台）
- ラジオ・チャリティー・ミュージックソン（ニッポン放送・NRN系列11局ネット）

過去
- ザ!世界仰天ニュース（日本テレビ、2017年10月2日放送「踊る!さんま御殿!!」3時間SPより提供開始、2018年3月末まで。2018年4月よりNEWS ZEROへ提供枠移動）
- News every.（日本テレビ）
- 筑紫哲也NEWS23（TBS）
- 情報プレゼンター とくダネ!（フジテレビ、水曜）
- 森田一義アワー 笑っていいとも!（フジテレビ、隔日・一時期）
- フジテレビ平日最終版ニュース
  - ニュースJAPAN→あしたのニュース→ユアタイム（隔日・2017年3月末で降板）
- すぽると!（フジテレビ、隔日 - 2014年3月）
- 熱血!平成教育学院（フジテレビ）
- ボクらの時代（フジテレビ、2017年3月末で降板。後継はカメヤマ）
- たけしの健康エンターテインメント!みんなの家庭の医学（ABC制作・テレビ朝日系列全国ネット）
- シルシルミシルさんデー→オドロキ見たいテレビ びっくりぃむ（テレビ朝日）
- 森人（BS日テレ、一社提供）
- FNS27時間テレビ2011 めちゃ×2デジてるッ!（フジテレビ）
- 三井住友VISA太平洋マスターズ（TBS）
- JFN時報（2014年4月 - 2015年3月。平日10時 - 12時（｢住友林業グループ…｣でコール）。JFN系列） など